# Chambre nationale de discipline des vétérinaires
En France, la chambre nationale de discipline des vétérinaires examine les appels formés contre les décisions des chambres régionales de discipline. 
Avant la réforme introduite par l'ordonnance du 31 juillet 2015, elle portait le nom de chambre supérieure de discipline des vétérinaires. 
Elle est composée (article L.242-8 du code rural et de la pêche maritime) : 
- d'un conseiller en activité ou honoraire à la Cour de cassation, exerçant la présidence et désigné par le premier président de la Cour de cassation ; un président suppléant est désigné dans les mêmes conditions.
- de quatre assesseurs choisis parmi les membres du conseil supérieur de l'ordre.

Cependant, si la personne mise en cause devant la juridiction disciplinaire est un professionnel non titulaire du diplôme d'État mais habilité à effectuer certains actes sur les animaux, deux des assesseurs sont désignés parmi les membres de cette profession. 